# Athyreus pyriformis
Athyreus pyriformis es una especie de coleóptero de la familia Geotrupidae.

## Distribución geográfica
Habita en Perú.